# Kristus Frälsarens katedral, Moskva
Kristus Frälsarens katedral (ryska: Храм Христа Спасителя; translitteration: Chram Christa Spasitelja; kyrkslaviska: Хра́мъ Хрїста̀ Спаси́телѧ) är en rysk-ortodox katedral belägen vid Moskvaflodens strand, några kvarter väster om Kreml i Rysslands huvudstad Moskva. 
Katedralen är helgad åt Jesus Kristus och tillhör Moskvas stift. Den är även en av världens högsta östortodoxa katedraler.

## Historik

### Innan uppförandet
Kristus Frälsarens katedral i Moskva uppfördes till minne av Rysslands seger över Frankrike under Napoleonkrigen. När de sista av Napoleon I:s soldater lämnade Moskva efter det misslyckade fälttåget, undertecknade tsar Alexander I ett manifest 25 december 1812, där han förklarade sin avsikt att låta uppföra en ny katedral för att hedra Kristus frälsaren ”som tecken på vår tacksamhet till Guds försyn för att ha räddat Ryssland från domen som överskuggade henne” och som ett minnesmärke över det ryska folkets uppoffringar.

### Uppförandet
Det gick några år innan arbetet med den planerade katedralen kom igång. Arkitekt Alexander Witberg presenterade det första färdiga arkitektoniska förslaget 1817, vilket också godkändes av tsaren. Det var en teatralisk utformning, full av frimurarsymbolik. Anläggningsarbeten påbörjades på Sparvbergen, den högsta punkten i Moskva, men platsen visade sig olämplig.
Under tiden efterträdds tsar Alexander av sin bror Nikolaj. Den nya djupt östortodoxa och patriotiska tsaren ogillade nyklassicismen och frimurarsymbolerna som valts av hans bror. Han lät sin favoritarkitekt, Konstantin Thon, rita en ny katedral, med Hagia Sofia i Istanbul, Turkiet som förebild. Thons neobysantiska skapelse godkändes 1832, och en ny plats, närmare Kreml, valdes av tsaren 1837. Ett kloster och en kyrka på platsen tvingades flyttas, så en hörnsten för den nya katedralen lades inte förrän 1839.
Byggnadsställningarna monterades inte ner förrän 1860. Några av de allra skickligaste ryska målarna vid den här tiden (Ivan Kramskoj, Vasilij Surikov och Vasilij Veresjtjagin) fortsatte att försköna katedralens inre i ytterligare tjugo år. Katedralen invigdes samma dag som Alexander III kröntes, 26 maj 1883. Ett år tidigare hölls premiären för Tjajkovskijs ouvertyr 1812 i katedralen.
Katedralen var en av största kyrkobyggnaderna i världen, med överdådig inredning, med bland annat 422 kg guld, stor mängd silver och ädelstenar, exklusiv marmor, koppartak med bleckets vikt på 176 ton.

### Sovjettiden

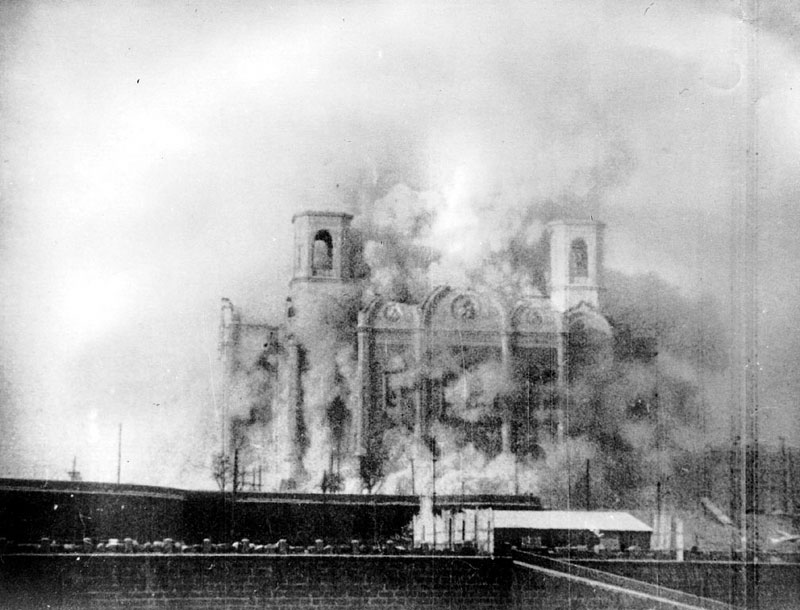
Katedralen sprängs 1931.

Efter ryska revolutionen och, mer exakt, Vladimir Lenins död, valdes platsen för katedralen ut av de sovjetiska myndigheterna för uppförandet av Sovjeternas palats. Monumentet skulle resas i modernistisk stil, med nivåer av strävpelare för att hålla upp en enorm staty av Lenin på toppen av en kupol. Lenins arm skulle visa "vägen till kommunism".
Den 18 juli 1931 beslutade Stalin genom ett meddelande i Pravda att katedralen skulle rivas för att ge plats åt det planerade palatset. På order av Stalins minister Lazar Kaganovitj sprängdes kyrkan den 5 december 1931. Murarna var 3,2 meter tjocka och bestod av  40 miljoner tegelstenar och de krävdes flera explosioner för att förstöra katedralen, och mer än ett år att röja platsen från spillrorna efter katedralen.

Innan sprängningen  hade NKVD tagit hand om alla rikedomarna i kykran. Ursprungliga marmorreliefer från Kristus Frälsarens katedral bevarades, och finns idag att beskåda på klostret Donskoj i Moskva (se bilden). Under lång tid var de den enda påminnelsen om att katedralen någonsin existerat.

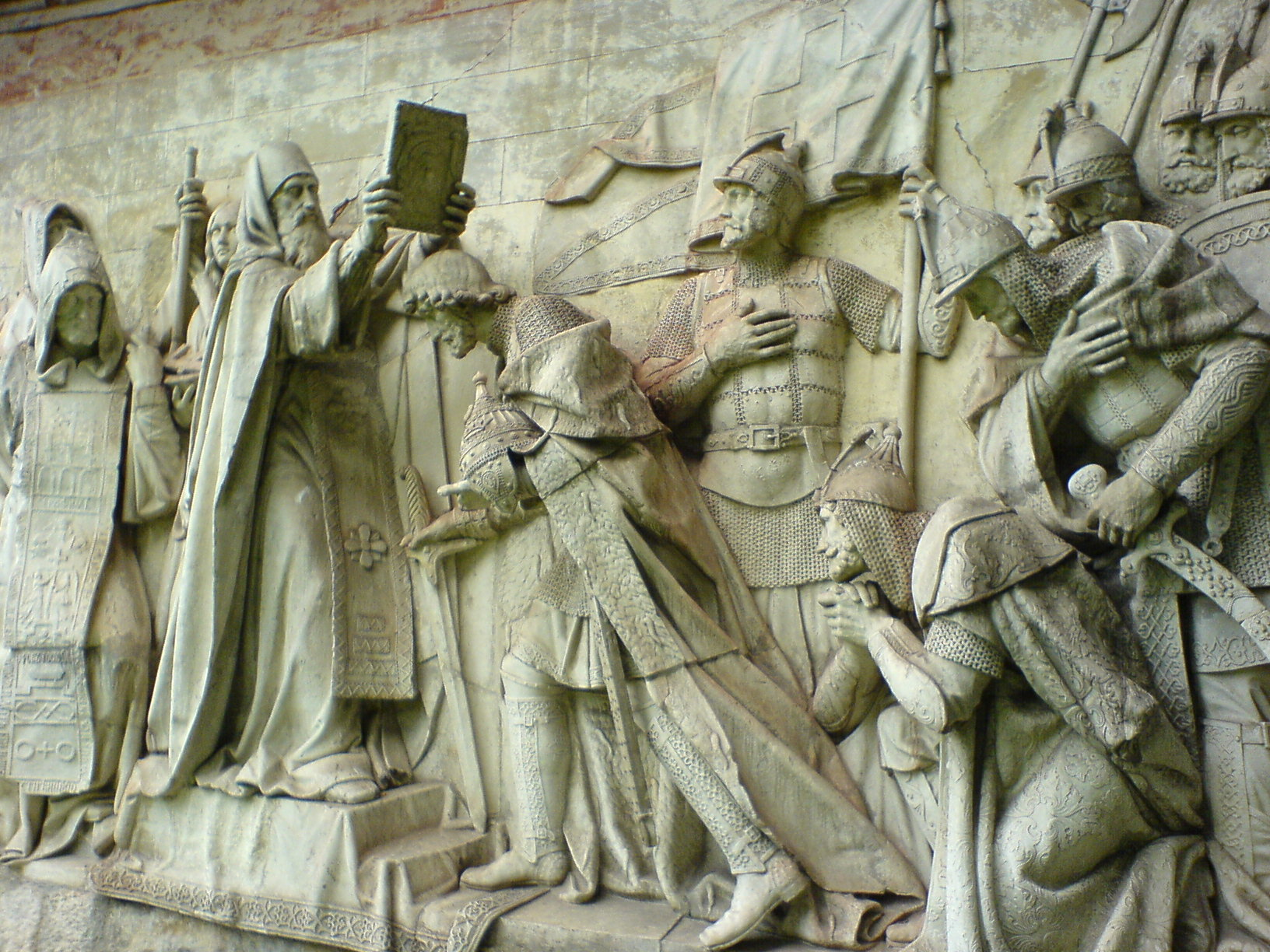
Rest av den ursprungliga katedralen, bevarad i klostret Donskoj i Moskva.

Byggandet av Sovjeternas palats avbröts på grund av brist på medel, problem med översvämningar från den närbelägna Moskvafloden och andra världskrigets utbrott 1939. Under Nikita Chrusjtjov omvandlades byggnadens grund till en offentlig simbassäng, den största i världen någonsin.

### Ny katedral
Efter kommunismens fall fick den Rysk-ortodoxa kyrkan tillåtelse att rekonstruera Kristus Frälsarens katedral i februari 1990. En tillfällig hörnsten lades i slutet av året. Restauratorn Aleksej Denisov uppmanades att utföra rekonstruktionen med så stor noggrannhet och exakthet som möjligt.
En fond för att finansiera rekonstruktionsarbetet bildades 1992, och hösten 1994 började donationer från vanliga medborgare komma in. När byggandet var en bra bit på väg, ersattes Denisov av Zurab Tsereteli som införde flera kontroversiella innovationer. Till exempel ersattes de traditionella marmorrelieferna längs väggarna med modernare av brons, något som har få – om några – paralleller inom rysk-ortodox konst och arkitektur. Rekonstruktionen av Kristus Frälsarens katedral invigdes 19 augusti 2000.
En gångbro över Moskvafloden konstruerades mellan 21 juni 2003 och 3 september 2004. På sluttningen av berget till höger om katedralen finns monumentala statyer över Alexander III och Nikolaj II. (Också statyn över Alexander III är en rekonstruktion av ett monument från 1800-talet som förstördes under Sovjettiden.) Torget framför katedralen är omgivet av flera kapell, uppförda i samma stil som själva katedralen.
Nedanför katedralen finns en stor sal för den ortodoxa kyrkans församlingar. Här helgonförklarades år 2000 den siste ryske tsaren och hans familj, vilka alla mördades under revolutionen. Den 17 maj slöts här 2007 års kanoniala kommunion mellan Rysk-ortodoxa kyrkan och Rysk-ortodoxa kyrkan utanför Ryssland, vilket innebar att dessa två grenar av den Rysk-ortodoxa kyrkan återförenades. Den fullständiga restaureringen av den Rysk-ortodoxa kyrkan firades med en gudomlig liturgi där patriarken av Moskva och hela Ryssland, Aleksij II, och förste hierarken av Rysk-ortodoxa kyrkan utanför Ryssland, metropolit Laurus, firade den gudomliga liturgin tillsammans för första gången i historien.

## Klockor
Katedralen har fyra klockor. Den minsta väger 4 ton, och den största – som bara används vid högtidliga tillfällen – nästan 30 ton.

## Begravningar
Rysslands första president (1991–1999), Boris Jeltsin, som avled av hjärtsvikt 2007, låg på lit de parade i Kristus Frälsarens katedral innan han begravdes på Novodevitjekyrkogården.
Patriark Aleksij II:s begravning ägde rum i Kristus Frälsarens katedral 2008. Den nästan åtta timmar långa ceremonin sändes utan reklamavbrott i rysk tv i stället för de ordinarie underhållningsprogrammen på order av Rysslands president Dmitrij Medvedev.

## Galleri

### Den äldre katedralen

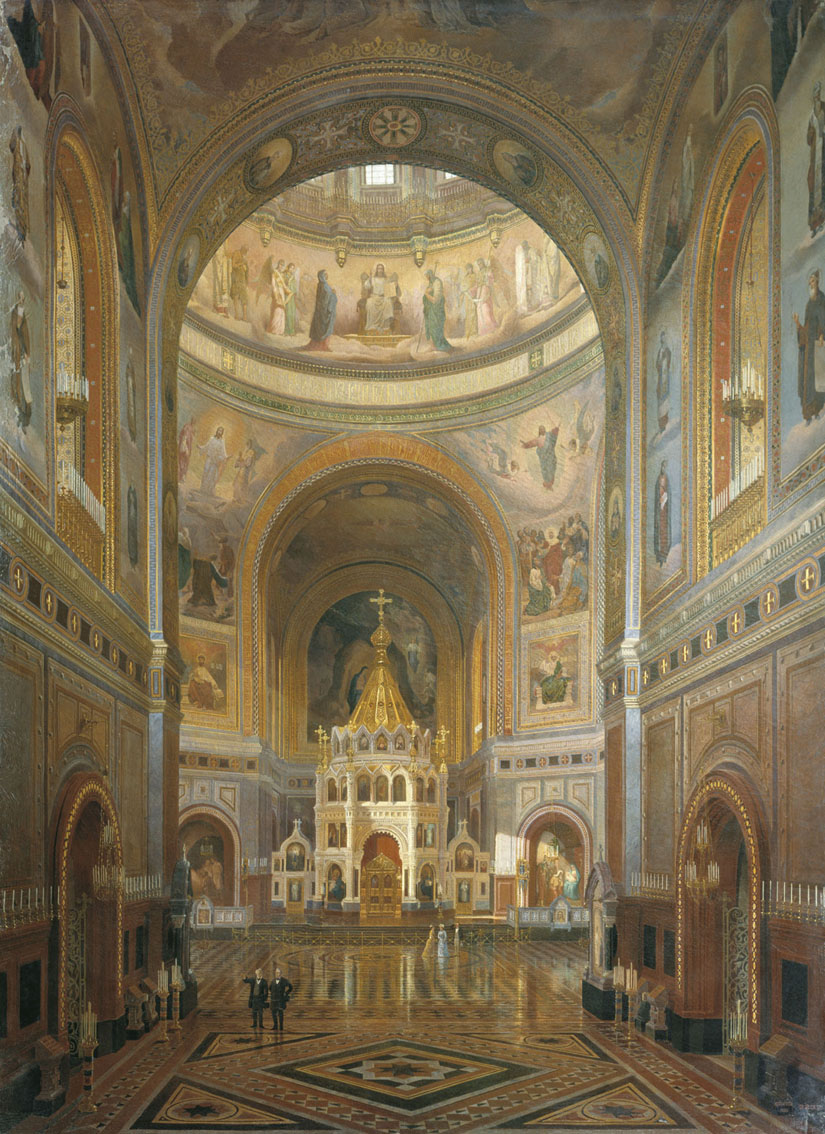
Katedralens interiör 1883
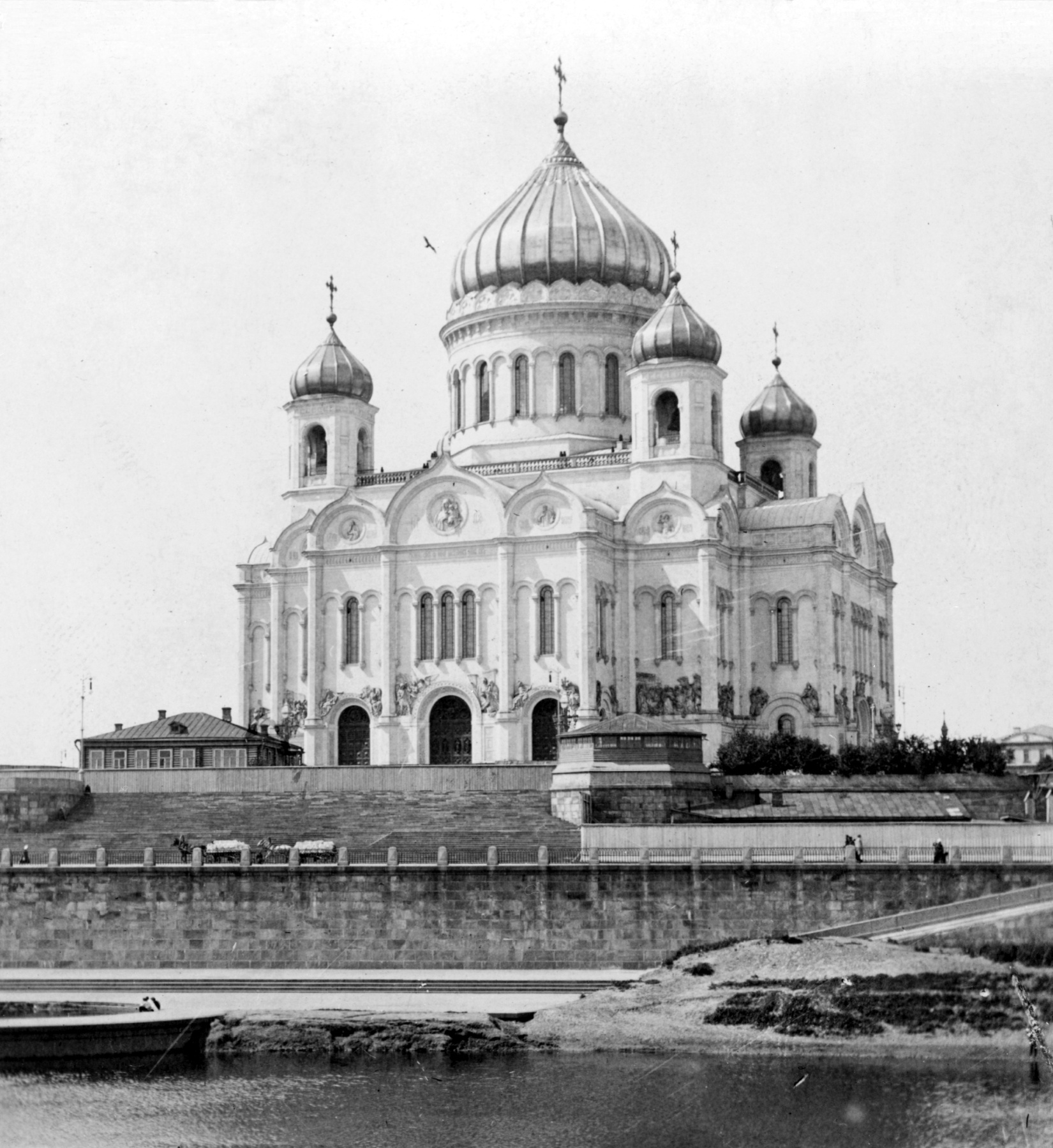
Katedralen 1903
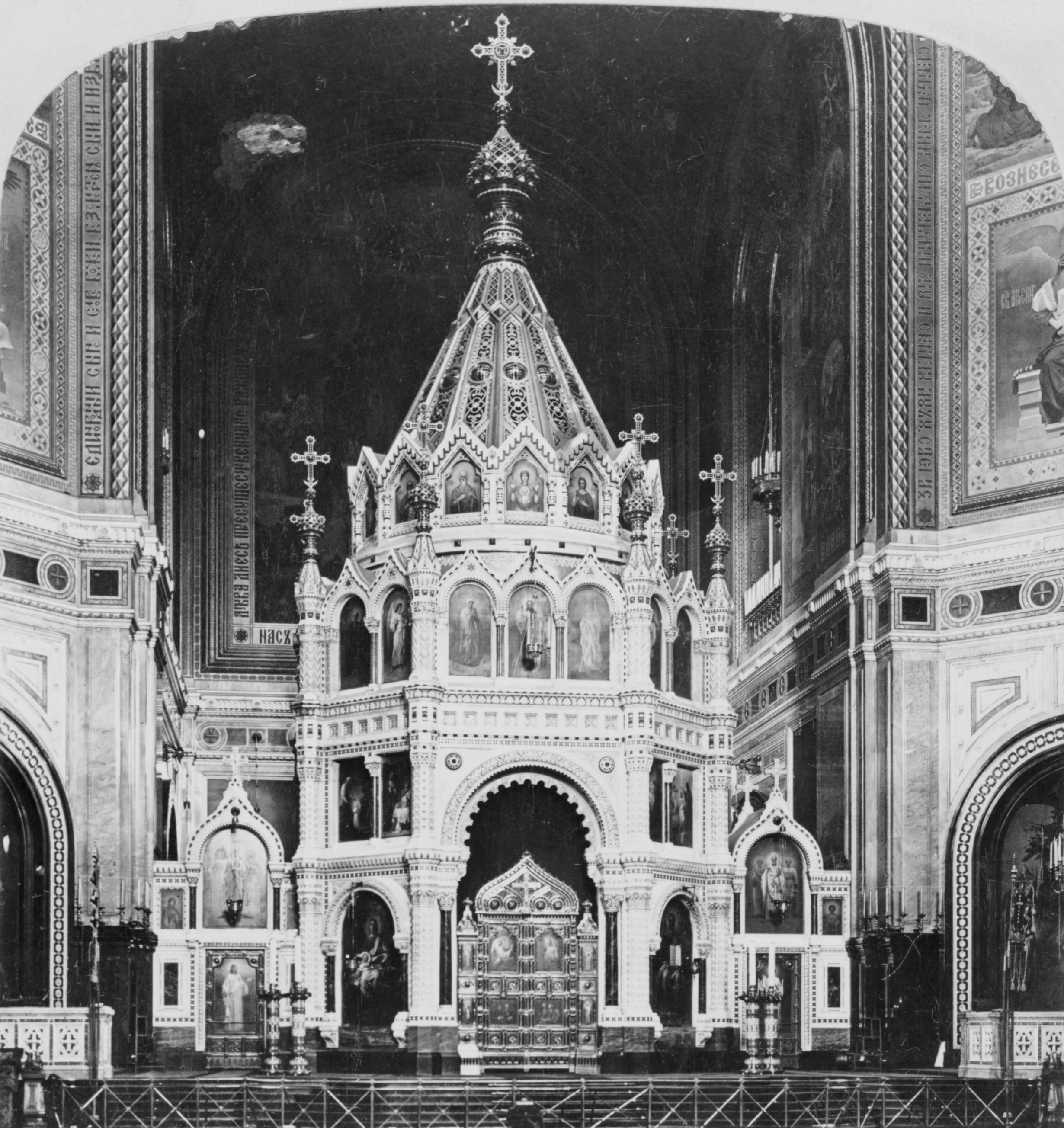
Ikonostasen

### Den senare katedralen

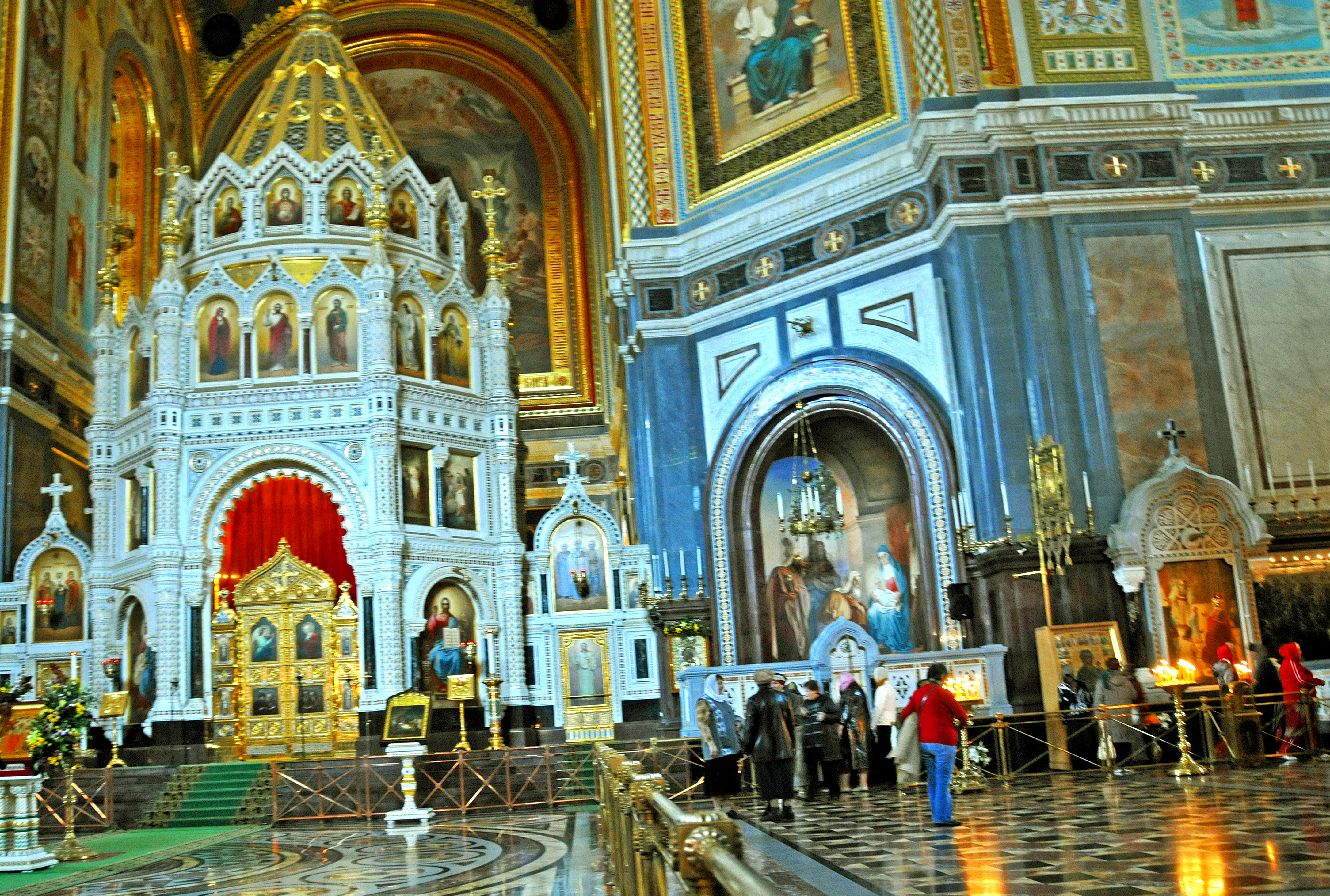
Katedralens interiör
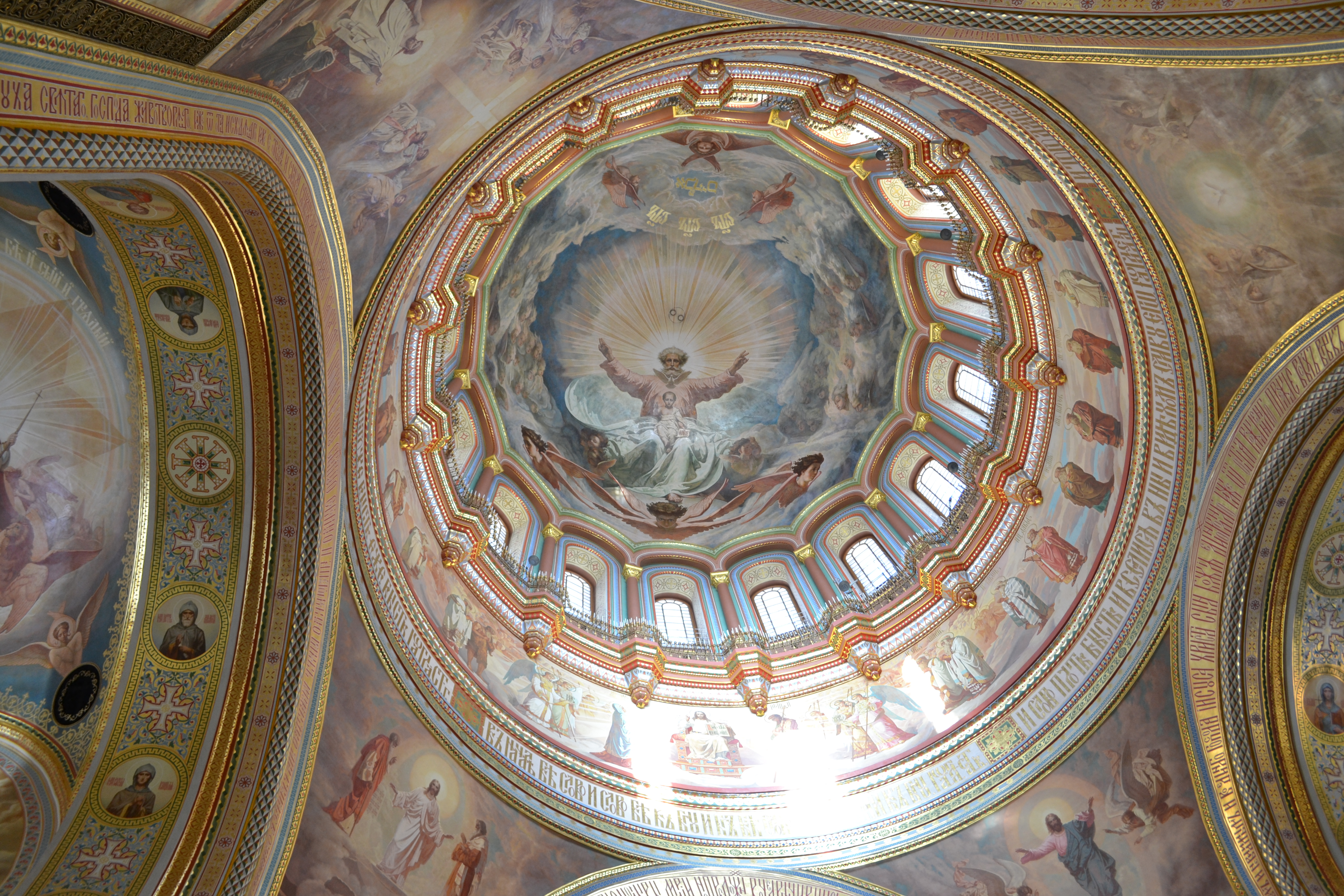
Takmålningar
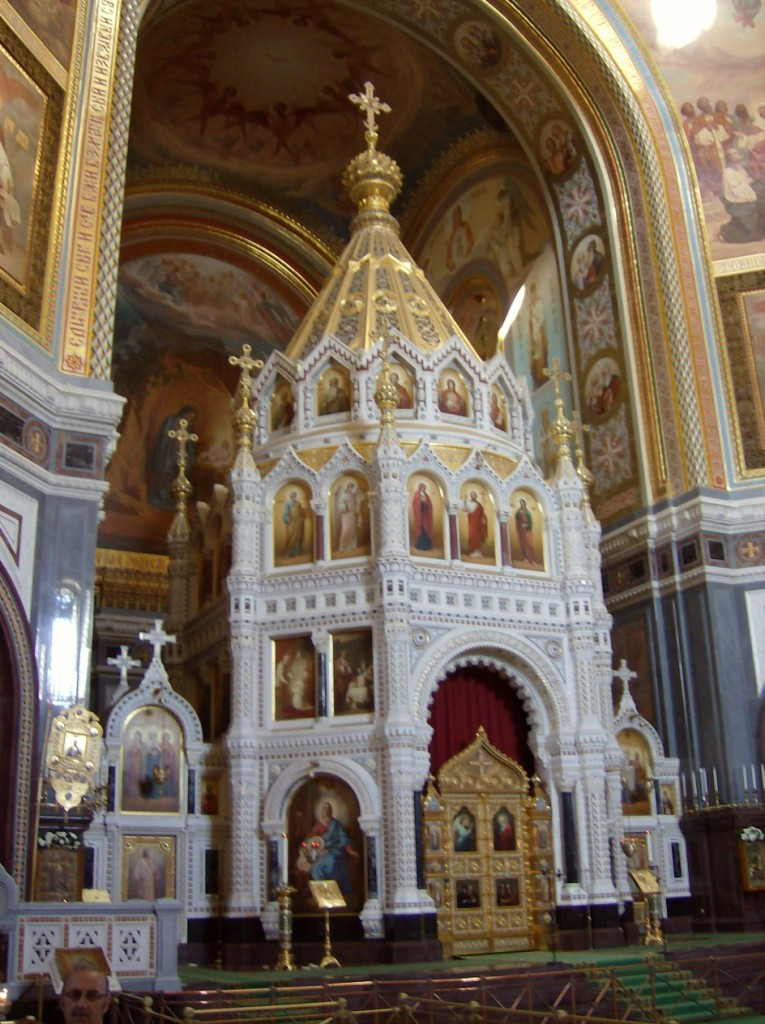
Ikonostasen